# Sicista tianshanica
Sicista tianshanica е вид бозайник от семейство Тушканчикови (Dipodidae).

## Разпространение
Видът е разпространен в Казахстан, Киргизстан и Китай.